# Heloecius cordiformis
Heloecius cordiformis – gatunek kraba.
Gatunek ten został opisany w 1837 roku przez Henriego Milne-Edwardsa jako Gelasimus cordiformis. W 1851 James Dwight Dana umieścił go we własnym rodzaju Heloecius, a w 1852 Henri Milne-Edwards umieścił go we własnym taksonie rangi ponadrodzajowej. Obecnie jest jedynym znanym gatunkiem z monotypowej rodziny Heloeciidae.
Krab ten ma gruby, w obrysie prawie czworoboczny i ku tyłowi zwężony karapaks o wąskim i tworzącym płatek między słupkami ocznymi regionie frontalnym, prostych lub nieco łukowatych krawędziach przednio-bocznych i słabo zaznaczonym podziale na regiony w części grzbietowej. Jego czułki drugiej pary mają małe biczyki, składają się skośnie i rozdzielone są szeroką przegrodą. Jama przedgębowa jest całkowicie zasłonięta szczękonóżami trzeciej pary, wyposażonymi w wyraźne egzopodity. Między trzecią a czwartą parą pereiopodów widoczna jest szczoteczka z długich szczecinek, obrzeżających kieszonkę prowadzącą do jamy skrzelowej. Sternum części tułowiowej jest ku tyłowi zwężone. U samców otwory płciowe położone są między biodrem a sternitem.
Występuje endemicznie we wschodniej Australii.